# Labdarúgás az 1984. évi nyári olimpiai játékokon
Az 1984. évi nyári olimpiai játékokon a labdarúgótornát július 29. és augusztus 11. között rendezték. A tornán 16 nemzet csapata vett részt.

## Éremtáblázat
(Az egyes számoszlopok legmagasabb értéke, vagy értékei vastagítással kiemelve.)
| Az 1984. évi nyári olimpiai játékok éremtáblázata labdarúgásban | Az 1984. évi nyári olimpiai játékok éremtáblázata labdarúgásban | Az 1984. évi nyári olimpiai játékok éremtáblázata labdarúgásban | Az 1984. évi nyári olimpiai játékok éremtáblázata labdarúgásban | Az 1984. évi nyári olimpiai játékok éremtáblázata labdarúgásban | Olimpia  |
| --------------------------------------------------------------- | --------------------------------------------------------------- | --------------------------------------------------------------- | --------------------------------------------------------------- | --------------------------------------------------------------- | -------- |
|                                                                 | Ország                                                          | Arany                                                           | Ezüst                                                           | Bronz                                                           | Összesen |
| 1.                                                              | Franciaország (FRA)                                             | 1                                                               | 0                                                               | 0                                                               | 1        |
| 2.                                                              | Brazília (BRA)                                                  | 0                                                               | 1                                                               | 0                                                               | 1        |
| 3.                                                              | Jugoszlávia (YUG)                                               | 0                                                               | 0                                                               | 1                                                               | 1        |
|                                                                 |                                                                 |                                                                 |                                                                 |                                                                 |          |
| Összesen                                                        | Összesen                                                        | 1                                                               | 1                                                               | 1                                                               | 3        |

## Érmesek
| Az 1984. évi nyári olimpiai játékok érmesei férfi labdarúgásban | Az 1984. évi nyári olimpiai játékok érmesei férfi labdarúgásban | Az 1984. évi nyári olimpiai játékok érmesei férfi labdarúgásban | Az 1984. évi nyári olimpiai játékok érmesei férfi labdarúgásban |
| --- | --- | --- | --------------------------------------------------------------- |
| Arany | Ezüst | Bronz |                                                                 |
| Franciaország (FRA) | Brazília (BRA) | Jugoszlávia (YUG) |                                                                 |
| Albert Rust William Ayache Michel Bibard Dominique Bijotat François Brisson Patrick Cubaynes Patrice Garande Philippe Jeannol Guy Lacombe Jean-Claude Lemoult Jean-Philippe Rohr Didier Sénac Jean-Christophe Thouvenel José Touré Daniel Xuereb Jean-Louis Zanon Michel Benoussan | Gilmar Rinaldi Ronaldo Silva Jorge Luiz Brum Mauro Galvao Ademir Rock Kaefer André Luiz Ferreira Paulo Santos Dunga João Leithardt Neto Augilmar Oliveira Silvio Paiva Luiz Dias Luiz Carlos Winck Davi Cortes da Silva Jose Antonio Gil Francisco Vidal Milton Cruz | Ivan Pudar Vlado Čapljić Mirsad Baljić Srečko Katanec Marko Elsner Ljubomir Radanović Admir Smajić Nenad Gračan Milko Đurovski Mehmed Baždarević Borislav Cvetković Tomislav Ivković Jovica Nikolić Stjepan Deverić Branko Miljuš Dragan Stojković Mitar Mrkela |                                                                 |

## Lebonyolítás
A 16 csapatot 4 darab 4 csapatos csoportba sorsolták. A csoportokban körmérkőzések döntötték el a csoportok végeredményét. A csoportokból az első két helyezett jutott tovább a negyeddöntőbe, ahonnan egyenes kieséses rendszerben folytatódott a torna.

## Helyszínek
- Harvard Stadium (Boston)
- Navy-Marine Corps Memorial Stadium (Annapolis)
- Stanford Stadium (Palo Alto)
- Rose Bowl, (Pasadena)

## Csoportkör
| Színmagyarázat                                             |
| ---------------------------------------------------------- |
| A csoportok első két helyezettje bejutott a negyeddöntőbe. |
| A csoportok harmadik és negyedik helyezettjei kiestek.     |

### A csoport
| Csapat              | M | Gy | D | V | Rg | Kg | Gk | P |
| ------------------- | - | -- | - | - | -- | -- | -- | - |
| Franciaország (FRA) | 3 | 1  | 2 | 0 | 5  | 4  | +1 | 4 |
| Chile (CHI)         | 3 | 1  | 2 | 0 | 2  | 1  | +1 | 4 |
| Norvégia (NOR)      | 3 | 1  | 1 | 1 | 3  | 2  | +1 | 3 |
| Katar (QAT)         | 3 | 0  | 1 | 2 | 2  | 5  | –3 | 1 |

| 1984. július 29. 19:30 |

| Norvégia (NOR) | 0–0         | Chile (CHI) |
| -------------- | ----------- | ----------- |
|                | Jegyzőkönyv |             |

| Harvard Stadium, Boston Nézőszám: 25 000 Játékvezető: David Socha (amerikai) |

| 1984. július 29. 19:30 |

| Franciaország (FRA)    | 2–2               | Katar (QAT)          |
| ---------------------- | ----------------- | -------------------- |
| Garande 43' Xuereb 61' | (1–0) Jegyzőkönyv | Al-Muhannadi 55' 60' |

| Navy-Marine Corps Memorial Stadium, Annapolis Nézőszám: 29 240 Játékvezető: Romualdo Arppi Filho (brazil) |

| 1984. július 31. 19:00 |

| Norvégia (NOR) | 1–2               | Franciaország (FRA) |
| -------------- | ----------------- | ------------------- |
| Ahlsen 33'     | (1–1) Jegyzőkönyv | Brisson 5' 56'      |

| Harvard Stadium, Boston Nézőszám: 27 832 Játékvezető: Roth (nyugatnémet) |

| 1984. július 31. 19:00 |

| Chile (CHI) | 1–0               | Katar (QAT) |
| ----------- | ----------------- | ----------- |
| Baeza 52'   | (0–0) Jegyzőkönyv |             |

| Navy-Marine Corps Memorial Stadium, Annapolis Nézőszám: 14 508 Játékvezető: Siles (Costa Rica-i) |

| 1984. augusztus 2. 19:00 |

| Katar (QAT) | 0–2               | Norvégia (NOR) |
| ----------- | ----------------- | -------------- |
|             | (0–1) Jegyzőkönyv | Vaadal 21' 52' |

| Harvard Stadium, Boston Nézőszám: 17 529 Játékvezető: Kalombo (malawi) |

| 1984. augusztus 2. 19:00 |

| Chile (CHI) | 1–1               | Franciaország (FRA) |
| ----------- | ----------------- | ------------------- |
| Santis 9'   | (1–0) Jegyzőkönyv | Lemoult 50'         |

| Navy-Marine Corps Memorial Stadium, Annapolis Nézőszám: 28 114 Játékvezető: Keizer (holland) |

### B csoport
| Csapat            | M | Gy | D | V | Rg | Kg | Gk | P |
| ----------------- | - | -- | - | - | -- | -- | -- | - |
| Jugoszlávia (YUG) | 3 | 3  | 0 | 0 | 7  | 3  | +4 | 6 |
| Kanada (CAN)      | 3 | 1  | 1 | 1 | 4  | 3  | +1 | 3 |
| Kamerun (CMR)     | 3 | 1  | 0 | 2 | 3  | 5  | –2 | 2 |
| Irak (IRQ)        | 3 | 0  | 1 | 2 | 3  | 6  | –3 | 1 |

| 1984. július 30. 19:30 |

| Kanada (CAN) | 1–1               | Irak (IRQ) |
| ------------ | ----------------- | ---------- |
| Gray 70'     | (0–0) Jegyzőkönyv | Saeed 83'  |

| Harvard Stadium, Boston Nézőszám: 16 730 Játékvezető: Jesús Díaz (kolumbiai) |

| 1984. július 30. 19:00 |

| Jugoszlávia (YUG)         | 2–1               | Kamerun (CMR) |
| ------------------------- | ----------------- | ------------- |
| Nikolić 39' Cvetković 70' | (1–1) Jegyzőkönyv | Milla 32'     |

| Navy-Marine Corps Memorial Stadium, Annapolis Nézőszám: 15 010 Játékvezető: Jan Keizer (holland) |

| 1984. augusztus 1. 19:00 |

| Kamerun (CMR) | 1–0               | Irak (IRQ) |
| ------------- | ----------------- | ---------- |
| Bahoken 7'    | (1–0) Jegyzőkönyv |            |

| Harvard Stadium, Boston Nézőszám: 20 000 Játékvezető: David Socha (amerikai) |

| 1984. augusztus 1. 19:00 |

| Jugoszlávia (YUG) | 1–0               | Kanada (CAN) |
| ----------------- | ----------------- | ------------ |
| Nikolić 76'       | (0–0) Jegyzőkönyv |              |

| Navy-Marine Corps Memorial Stadium, Annapolis Nézőszám: 20 000 Játékvezető: Mohammed Hossameldin (egyiptomi) |

| 1984. augusztus 3. 19:00 |

| Kamerun (CMR) | 1–3               | Kanada (CAN)                 |
| ------------- | ----------------- | ---------------------------- |
| Mfédé 76'     | (0–1) Jegyzőkönyv | Mitchell 43' 82' Vrablic 72' |

| Harvard Stadium, Boston Nézőszám: 27 621 Játékvezető: Enzo Batbaresco (olasz) |

| 1984. augusztus 3. 19:00 |

| Irak (IRQ)          | 2–4               | Jugoszlávia (YUG)               |
| ------------------- | ----------------- | ------------------------------- |
| Szaíd 17' Siháb 43' | (2–0) Jegyzőkönyv | Deverić 55' 76' 87' Nikolić 86' |

| Navy-Marine Corps Memorial Stadium, Annapolis Nézőszám: 24 430 Játékvezető: Szano Tosikazu (japán) |

### C csoport
| Csapat             | M | Gy | D | V | Rg | Kg | Gk | P |
| ------------------ | - | -- | - | - | -- | -- | -- | - |
| Brazília (BRA)     | 3 | 3  | 0 | 0 | 6  | 1  | +5 | 6 |
| NSZK (FRG)         | 3 | 2  | 0 | 1 | 8  | 1  | +7 | 4 |
| Marokkó (MAR)      | 3 | 1  | 0 | 2 | 1  | 4  | –3 | 2 |
| Szaúd-Arábia (KSA) | 3 | 0  | 0 | 3 | 1  | 10 | –9 | 0 |

| 1984. július 30. 19:30 |

| NSZK (FRG)          | 2–0               | Marokkó (MAR) |
| ------------------- | ----------------- | ------------- |
| Rahn 43' Brehme 52' | (1–0) Jegyzőkönyv |               |

| Stanford Stadium, Palo Alto Nézőszám: 23 228 Játékvezető: Tony Evangelista (kanadai) |

| 1984. július 30. 19:00 |

| Brazília (BRA)                           | 3–1               | Szaúd-Arábia (KSA) |
| ---------------------------------------- | ----------------- | ------------------ |
| Gilmar Popoca 12' Silvinho 50' Dunga 59' | (1–0) Jegyzőkönyv | Abdullah 69'       |

| Rose Bowl, Pasadena Nézőszám: 40 799 Játékvezető: Brian McGinlay (angol) |

| 1984. augusztus 1. 19:00 |

| NSZK (FRG) | 0–1               | Brazília (BRA)    |
| ---------- | ----------------- | ----------------- |
|            | (0–0) Jegyzőkönyv | Gilmar Popoca 86' |

| Stanford Stadium, Palo Alto Nézőszám: 75 239 Játékvezető: Kyung-Bok Cha (dél-koreai) |

| 1984. augusztus 1. 19:00 |

| Marokkó (MAR) | 1–0               | Szaúd-Arábia (KSA) |
| ------------- | ----------------- | ------------------ |
| Miri 72'      | (0–0) Jegyzőkönyv |                    |

| Rose Bowl, Pasadena Nézőszám: 36 909 Játékvezető: Edvard Sostarić (jugoszláv) |

| 1984. augusztus 3. 19:00 |

| Szaúd-Arábia (KSA) | 0–6               | NSZK (FRG)                                       |
| ------------------ | ----------------- | ------------------------------------------------ |
|                    | (0–4) Jegyzőkönyv | Schreier 8' 66' Bommer 22' 72' Rahn 24' Mill 32' |

| Stanford Stadium, Palo Alto Nézőszám: 26 242 Játékvezető: Ioan Igna (román) |

| 1984. augusztus 3. 19:00 |

| Marokkó (MAR) | 0–2               | Brazília (BRA)     |
| ------------- | ----------------- | ------------------ |
|               | (0–0) Jegyzőkönyv | Dunga 64' Kita 70' |

| Rose Bowl, Pasadena Nézőszám: 49 355 Játékvezető: Arminio Victoriano Sánchez (spanyol) |

### D csoport
| Csapat                 | M | Gy | D | V | Rg | Kg | Gk | P |
| ---------------------- | - | -- | - | - | -- | -- | -- | - |
| Olaszország (ITA)      | 3 | 2  | 0 | 1 | 2  | 1  | +1 | 4 |
| Egyiptom (EGY)         | 3 | 1  | 1 | 1 | 5  | 3  | +2 | 3 |
| Egyesült Államok (USA) | 3 | 1  | 1 | 1 | 4  | 2  | +2 | 3 |
| Costa Rica (CRC)       | 3 | 1  | 0 | 2 | 2  | 7  | –5 | 2 |

| 1984. július 29. 19:30 |

| Egyesült Államok (USA)     | 3–0               | Costa Rica (CRC) |
| -------------------------- | ----------------- | ---------------- |
| Davis 23' 86' Willrich 35' | (2–0) Jegyzőkönyv |                  |

| Stanford Stadium, Palo Alto Nézőszám: 78 000 Játékvezető: Joël Quiniou (francia) |

| 1984. július 29. 19:30 |

| Olaszország (ITA) | 1–0               | Egyiptom (EGY) |
| ----------------- | ----------------- | -------------- |
| Serena 63'        | (0–0) Jegyzőkönyv |                |

| Rose Bowl, Pasadena Nézőszám: 37 430 Játékvezető: Gastón Castro (chilei) |

| 1984. július 31. 19:00 |

| Egyiptom (EGY)                                | 4–1               | Costa Rica (CRC) |
| --------------------------------------------- | ----------------- | ---------------- |
| Khatib 32' Sayed 35' Soliman 62' Gadallah 71' | (2–0) Jegyzőkönyv | Coronado 87'     |

| Stanford Stadium, Palo Alto Nézőszám: 20 645 Játékvezető: Antonio Márquez Ramírez (mexikói) |

| 1984. július 31. 19:00 |

| Olaszország (ITA) | 1–0               | Egyesült Államok (USA) |
| ----------------- | ----------------- | ---------------------- |
| Baresi 58'        | (0–0) Jegyzőkönyv |                        |

| Rose Bowl, Pasadena Nézőszám: 63 624 Játékvezető: Abdul Aziz Al-Salmi (kuvaiti) |

| 1984. augusztus 2. 19:00 |

| Egyiptom (EGY) | 1–1               | Egyesült Államok (USA) |
| -------------- | ----------------- | ---------------------- |
| Soliman 27'    | (1–1) Jegyzőkönyv | Thompson 8'            |

| Stanford Stadium, Palo Alto Nézőszám: 54 973 Játékvezető: Jorge Romero (argentin) |

| 1984. augusztus 2. 19:00 |

| Costa Rica (CRC) | 1–0               | Olaszország (ITA) |
| ---------------- | ----------------- | ----------------- |
| Rivers 33'       | (1–0) Jegyzőkönyv |                   |

| Rose Bowl, Pasadena Nézőszám: 41 291 Játékvezető: Tesfaye Gebreyesus (etióp) |

## Egyenes kieséses szakasz

### Negyeddöntők
| 1984. augusztus 5. 15:00 |

| Olaszország (ITA) | 1–0 (h. u.)                 | Chile (CHI) |
| ----------------- | --------------------------- | ----------- |
| Vignola 95'       | (0–0, 0–0, 1–0) Jegyzőkönyv |             |

| Stanford Stadium, Palo Alto Nézőszám: 67 349 Játékvezető: Brian McGinlay (angol) |

| 1984. augusztus 5. 19:00 |

| Franciaország (FRA) | 2–0               | Egyiptom (EGY) |
| ------------------- | ----------------- | -------------- |
| Xuereb 29' 52'      | (1–0) Jegyzőkönyv |                |

| Rose Bowl, Pasadena Nézőszám: 66 228 Játékvezető: Kyung-Bok Cha (dél-koreai) |

| 1984. augusztus 6. 17:00 |

| Brazília (BRA)                | 1–1 (h. u.)                 | Kanada (CAN)                |
| ----------------------------- | --------------------------- | --------------------------- |
| Gilmar Popoca 72'             | (0–0, 1–1, 1–1) Jegyzőkönyv | Mitchell 58'                |
| Büntetőpárbaj                 |                             |                             |
| Gilmar Kita Ademir André Luiz | 4–2                         | Wilson Mitchell Bridge Gray |

| Stanford Stadium, Palo Alto Nézőszám: 36 150 Játékvezető: Luis Paulino Siles (Costa Rica-i) |

| 1984. augusztus 6. 19:00 |

| Jugoszlávia (YUG)                                         | 5–2               | NSZK (FRG)               |
| --------------------------------------------------------- | ----------------- | ------------------------ |
| Cvetković 21' 58' 70' Radanović 27' Gračan 46' (11-esből) | (2–2) Jegyzőkönyv | Bommer 1' Bockenfeld 28' |

| Rose Bowl, Pasadena Nézőszám: 58 439 Játékvezető: Jorge Romero (argentin) |

### Elődöntők
| 1984. augusztus 8. 18:15 |

| Franciaország (FRA)                             | 4–2 (h. u.)                 | Jugoszlávia (YUG)         |
| ----------------------------------------------- | --------------------------- | ------------------------- |
| Bijotat 7' Jeannol 15' Lacombe 106' Xuereb 119' | (2–0, 2–2, 2–2) Jegyzőkönyv | Cvetković 63' Deverić 74' |

| Rose Bowl, Pasadena Nézőszám: 97 451 Játékvezető: Antonio Márquez Ramírez (mexikói) |

| 1984. augusztus 8. 20:30 |

| Olaszország (ITA) | 1–2 (h. u.)                 | Brazília (BRA)                |
| ----------------- | --------------------------- | ----------------------------- |
| Fanna 62'         | (0–0, 1–1, 1–2) Jegyzőkönyv | Gilmar Popoca 53' Ronaldo 95' |

| Stanford Stadium, Palo Alto Nézőszám: 83 642 Játékvezető: David Socha (amerikai) |

### Bronzmérkőzés
| 1984. augusztus 10. 19:00 |

| Jugoszlávia (YUG)      | 2–1               | Olaszország (ITA)      |
| ---------------------- | ----------------- | ---------------------- |
| Baljić 59' Deverić 81' | (0–1) Jegyzőkönyv | Vignola 27' (11-esből) |

| Rose Bowl, Pasadena Nézőszám: 100 374 Játékvezető: Brian McGinlay (skót) |

### Döntő
| 1984. augusztus 11. 19:00 |

| Franciaország (FRA)    | 2–0               | Brazília (BRA) |
| ---------------------- | ----------------- | -------------- |
| Brisson 55' Xuereb 60' | (0–0) Jegyzőkönyv |                |

| Rose Bowl, Pasadena Nézőszám: 101 799 Játékvezető: Jan Keizer (holland) |

| Az 1984. évi nyári olimpiai játékok férfi labdarúgótornájának olimpiai bajnoka |
| · FRANCIAORSZÁG · 1. cím                                                       |
| ------------------------------------------------------------------------------ |

## Góllövőlista
5 gólos
- Daniel Xuereb
- Borislav Cvetković
- Stjepan Deverić

4 gólos
- Gilmar Popoca

3 gólos
- François Brisson
- Jovica Nikolić
- Rudolf Bommer
- Uwe Rahn
- Dale Mitchell

## Végeredmény
Az első négy helyezett utáni sorrend nem tekinthető hivatalosnak, mivel ezekért a helyekért nem játszottak mérkőzéseket. Ezért e helyezések meghatározása a következők szerint történt:
1. több szerzett pont (a 11-esekkel eldöntött találkozók a hosszabbítást követő eredménnyel, döntetlenként vannak feltüntetve)
2. jobb gólkülönbség
3. több szerzett gól

A hazai csapat eltérő háttérszínnel kiemelve.
| Helyezés | Csapat                 | M | Gy | D | V | G+ | G– | Gk | P  |
| -------- | ---------------------- | - | -- | - | - | -- | -- | -- | -- |
| Arany    | Franciaország (FRA)    | 6 | 4  | 2 | 0 | 13 | 6  | +7 | 10 |
| Ezüst    | Brazília (BRA)         | 6 | 4  | 1 | 1 | 9  | 5  | +4 | 9  |
| Bronz    | Jugoszlávia (YUG)      | 6 | 5  | 0 | 1 | 16 | 10 | +6 | 10 |
| 4.       | Olaszország (ITA)      | 6 | 3  | 0 | 3 | 5  | 5  | 0  | 6  |
|          |                        |   |    |   |   |    |    |    |    |
| 5.       | NSZK (FRG)             | 4 | 2  | 0 | 2 | 10 | 6  | +4 | 4  |
| 6.       | Kanada (CAN)           | 4 | 1  | 2 | 1 | 5  | 4  | +1 | 4  |
| 7.       | Chile (CHI)            | 4 | 1  | 2 | 1 | 2  | 2  | 0  | 4  |
| 8.       | Egyiptom (EGY)         | 4 | 1  | 1 | 2 | 5  | 5  | 0  | 3  |
|          |                        |   |    |   |   |    |    |    |    |
| 9.       | Egyesült Államok (USA) | 3 | 1  | 1 | 1 | 4  | 2  | +2 | 3  |
| 10.      | Norvégia (NOR)         | 3 | 1  | 1 | 1 | 3  | 2  | +1 | 3  |
| 11.      | Kamerun (CMR)          | 3 | 1  | 0 | 2 | 3  | 5  | –2 | 2  |
| 12.      | Marokkó (MAR)          | 3 | 1  | 0 | 2 | 1  | 4  | –3 | 2  |
| 13.      | Costa Rica (CRC)       | 3 | 1  | 0 | 2 | 2  | 7  | –5 | 2  |
| 14.      | Irak (IRQ)             | 3 | 0  | 1 | 2 | 3  | 6  | –3 | 1  |
| 15.      | Katar (QAT)            | 3 | 0  | 1 | 2 | 2  | 5  | –3 | 1  |
| 16.      | Szaúd-Arábia (KSA)     | 3 | 0  | 0 | 3 | 1  | 10 | –9 | 0  |